# Аугстгау
Аугстгау (на немски: Augstgau; на латински: Augustinense) е средновековно гаографство в Херцогство Швабия. Намира се между реките Аар и Рейн в днешна Швейцария. Граничи на север със Зундгау и Брайзгау, на изток с Тургау, на запад с Ааргау.
Името му идва от селището Аугст, бившият римски град Аугуста Раурика, на южния бряг на р. Рейн над Базел.

## История
За пръв път Аугстгау е споменат през 752 г. Аугстгау се разпада на Зизгау (ок. 835), Фрикгау (926) и на Бухсгау (1080). Вероятно графовете на Хомберг са наследници на графовете на Аугстгау.
През 1059 г. император Хайнрих IV подарява горите на Рапотоните в Аугстгау на епископ Хайнрих II от Аугсбург († 1063).

## Графове в Аугстгау
- Хадалох II († сл. 31 юли 896), 890/891 - 894 г. граф в Аугстгау, 890 граф в Албгау, 891 Ааргау, син на Хадалох I, маркграф на Фриули (Ахалолфинги)[1][2]
- Диполд I фон Дилинген на Дунав († 955), граф в швабските Аугстгау и Дуригау и в баварския Нордгау (Диполдинги-Рапотони), зет на Хайнрих фон Швейнфурт и Герберга фон Глайберг